# Туршсу (Шушинский район)
Туршсу (азерб. Turşsu) — посёлок в Шушинском районе Азербайджана, является центром Туршсуйского посёлкового административно-территориального округа.

## География
Посёлок Туршсу входит в состав Туршсуйского посёлкового административно-территориального округа Шушинского района. При этом посёлок Туршсу является центром этого посёлкового административно-территориального округа. Посёлок расположен примерно в 17 километрах от города Шуша, у дороги Шуша — Лачын.

## История
Основано в начале XX века как русское поселение Лысогор в Шушинском уезде Елизаветпольской губернии Российской империи. По данным Кавказского календаря, на 1914 год в селе жили 36 человек, в основном русские.
В период Азербайджанской ССР посёлок входил в состав Шушинского района который в свою очередь входил в состав Нагорно-Карабахской автономной области (НКАО) Азербайджанской ССР.
2 сентября 1991 года на совместной сессии Нагорно-Карабахского областного и Шаумяновского районного Советов народных депутатов была принята Декларация о провозглашении Нагорно-Карабахской Республики в границах Нагорно-Карабахской автономной области (НКАО) и сопредельного Шаумяновского района Азербайджанской ССР.
26 ноября 1991 года Верховный Совет Азербайджана принял Закон «Об упразднении Нагорно-Карабахской автономной области Азербайджанской Республики», согласно которому среди прочего Шушинский район был включён в число районов республиканского подчинения.
В результате Карабахского конфликта 15 мая 1992 года населённый пункт был занят армянскими вооружёнными формированиями и стал контролироваться непризнанной Нагорно-Карабахской Республики (НКР). Согласно административно-территориальному делению непризнанной республики населённый пункт являлся селом в Шушинском районе НКР и назывался Лисагор (арм. Լիսագոր).
Согласно Трёхстороннему заявлению, подписанному в ночь с 9 на 10 ноября 2020 года по итогам Второй карабахской войны, посёлок перешёл под контроль Российских миротворческих сил.
В результате боевых действий Вооружённых Сил Азербайджана в Карабахе 19-20 сентября 2023 года, посёлок был возвращён под контроль Азербайджана.
До перехода под контроль непризнанной Нагорно-Карабахской Республики, в посёлке Туршсу имелись частные дома, медицинский пункт, больница, дом культуры, библиотека, школа, телеретранслятор, электрическая подстанция, детский сад, музыкальная школа, клуб и другие здания. Население в основном было занято в сфере сельского хозяйства. Перечисленная инфраструктура посёлка была полностью разрушена в период оккупации.
22 декабря 2023 года президент Азербайджана Ильхам Алиев посетил посёлок.

## Восстановление после войны
10 мая 2024 года президент Азербайджана Ильхам Алиев в ходе визита заложил фундамент посёлка.
Общая площадь посёлка составит 126,46 гектар.
На октябрь 2024 года ведётся строительство 50 домов. Возвращение вынужденных переселенцев планируется на 2025 год.

## Население
До перехода под контроль непризнанной Нагорно-Карабахской Республики, посёлок Туршсу был вторым после города Шуша населенным пунктом Шушинского района, где больше всего проживали азербайджанцы. Согласно переписи населения 1989 года, в Туршсу проживало 755 человек. В посёлке в настоящий момент зарегистрированы 353 семьи – 1403 человека.